# Мирча I Старији
Мирча Старији (рум. Mircea cel Bătrân — Мирча чел Батран, /ˈmirt͡ʃe̯a t͡ʃel bəˈtrɨn/ⓘ; 1355. — 31. јануар 1418) био је један од најзначајнијих војвода (кнежева) Влашке. Први је господар Влашке.
Његово име на савременом румунском значи „Мирча Стари”, а првобитно је значило „Мирча Старији”. Промењено је како би се недвосмислено направила разлика од његовог унука Мирче II („Мирча Млађи”). Почев од 19. века, румунска историографија га такође помиње и под именом „Мирча Велики” (рум. Mircea cel Mare).
Био је син војводе Раду I и његове супруге Калинике или Калиница, која била пореклом из племените породице. Његова супруга је Марија Толмај, Мађарица чија је породица из села на језеру Балатон. Његова жена остаје позната народу по имену Мара.
Владао је од 1386. до своје смрти 1418. године.
Учесник је битке на Ровинама 1395. године. Учесник је и битке код Никопоља.

## Породица
Порекло и време су кључеви за објашњење владавине и догађаје који су се догодили Мирчу Старом. Објашњење сеже у време из 1330. године и у неразумевање састанка у Мраку.
Његов прадјед је био оснивач владајуће влашке династије до времена Матеја Басараба. Његов дјед је брат трновске царице Теодора Басараба. Она је прва супруга Jована Александра, схуре Стефана Душана. Теодора Басараб је мајка Јована Страцимира. Јелена (супруга Стефана Душана) мрзи другу жену свог брата, јевреју Сару, која је мајка Јована Шишмана. Њен син Стефан Урош V ожењен је Ана Бесарабом.
Мирча Старији је 1386. године постављен за господара Влашке, бугарског цара Јована Шишмана, који, незадовољан својим претходником Даном І (Династија Данести), подиже своје трупе и убија Дана. Од тада њих двоје имају заједничке интересе и постају најдоследнији противници османске инвазије на Балкан и истовремено браниоци круне Светог Стефана. Мирчо је основао нову владајућу династију — Дракулести. Раду І (Раду Црни) је његов отац. Надимак му је због мађарског порекла.

## Породично стабло
|  |                                |  |  |  |  |  |  |  |  |  |  |  |  |  |  |  |
|  | 8. Басараб I од Влашке         |  |  |  |  |  |  |  |  |  |  |  |  |  |  |  |
|  |                                |  |  |  |  |  |  |  |  |  |  |  |  |  |  |  |
|  |                                |  |  |  |  |  |  |  |  |  |  |  |  |  |  |  |
|  | 4. Никола Александар од Влашке |  |  |  |  |  |  |  |  |  |  |  |  |  |  |  |
|  |                                |  |  |  |  |  |  |  |  |  |  |  |  |  |  |  |
|  |                                |  |  |  |  |  |  |  |  |  |  |  |  |  |  |  |
|  | 9. Маргарета                   |  |  |  |  |  |  |  |  |  |  |  |  |  |  |  |
|  |                                |  |  |  |  |  |  |  |  |  |  |  |  |  |  |  |
|  |                                |  |  |  |  |  |  |  |  |  |  |  |  |  |  |  |
|  | 2. Раду I од Влашке            |  |  |  |  |  |  |  |  |  |  |  |  |  |  |  |
|  |                                |  |  |  |  |  |  |  |  |  |  |  |  |  |  |  |
|  |                                |  |  |  |  |  |  |  |  |  |  |  |  |  |  |  |
|  | 5. Клара Добокаj               |  |  |  |  |  |  |  |  |  |  |  |  |  |  |  |
|  |                                |  |  |  |  |  |  |  |  |  |  |  |  |  |  |  |
|  |                                |  |  |  |  |  |  |  |  |  |  |  |  |  |  |  |
|  | 1. Мирча I Старији             |  |  |  |  |  |  |  |  |  |  |  |  |  |  |  |
|  |                                |  |  |  |  |  |  |  |  |  |  |  |  |  |  |  |
|  |                                |  |  |  |  |  |  |  |  |  |  |  |  |  |  |  |
|  | 3. Калиница                    |  |  |  |  |  |  |  |  |  |  |  |  |  |  |  |
|  |                                |  |  |  |  |  |  |  |  |  |  |  |  |  |  |  |
|  |                                |  |  |  |  |  |  |  |  |  |  |  |  |  |  |  |

## Узус и књижевни језик
У то време (средње)бугарски језик је био влаш(с)ки:
Азъ иже въ Христа Бога благовѣрнии и христѡлюбивии и самодръжавни Іѡ Мирча, великыи воевода и господинь, ѡбладаѫщоу ми и господствѡщоу ми въсеи земи Угровлахіи и запланинскым еще же и кѫ татарскым странам и ѡбапол по въсемоу подоунавиоу даже и до великаго морѣ, и милостиѫ божіеѫ и Дръстроу градоу влад(а)лец.
Између 1390. и 1404., покорио је локалну цркву Охридске архиепископије, у знак протеста против ликвидације Трновске патријаршије. Савезник Муса Челебија и Константин II Бугарски. Мехмед I претворио је Влашку у пашалуку 1417. године.

## Наслов
У влашко-бугарским повељама наслов је следећи:
1. 1387. — Господар Угровлашка
2. 1389. — Господар Планина (Јужни Карпати) и Подунавље
3. 20. јануара 1390. — Господар Угровлашка, Алмош, Фагараш, Северин, Дрстар (Силистрија) и земље деспота Добротица
4. 1391. — Господар Силистрије и земља деспота Добротица
5. 1392. — Господар града Угровлахија
6. 1400 — Господар (За)планине
7. 1403 — Господар Угровлахија
8. 1406, 1409, 1413 — Владар Дрстара